# (7017) Uradowan
(7017) Uradowan (1992 CE2) – planetoida z pasa głównego asteroid okrążająca Słońce w ciągu 3,79 lat w średniej odległości 2,43 j.a. Odkryta 1 lutego 1992 roku.